# Eucalyptus cretata
Eucalyptus cretata är en myrtenväxtart som beskrevs av P. Lang och Murray Ian Hill Brooker. Eucalyptus cretata ingår i släktet Eucalyptus och familjen myrtenväxter. Inga underarter finns listade i Catalogue of Life.

## Bildgalleri

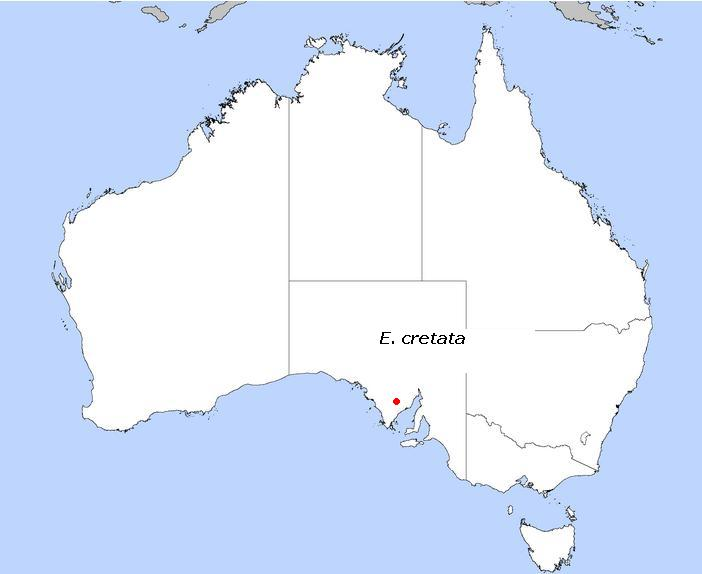